# Africa/Brass
Albums de John Coltrane
Live at the Village Vanguard
(1961) The Complete Copenhagen Concert
(1961)
Africa/Brass est un album de John Coltrane sorti en 1961 sur le label Impulse!.

## Historique
Cet album a été enregistré le 23 mai 1961 pour Greensleeves et 7 juin 1961 pour Africa et Blues Minor au studio de Rudy Van Gelder (Englewood Cliffs, New Jersey, USA) et produit par Creed Taylor pour le label Impulse!.
Africa/Brass aura un impact au-delà de l'univers du jazz, puisque le compositeur de musique minimaliste Steve Reich a fréquemment déclaré que cet album de jazz modal (avec My Favorite Things) aura participé à son éloignement de la musique sérielle qu'il étudiait à cette période pour retourner vers le rythme et l'harmonie. Le groupe psychédélique The Byrds a également beaucoup écouté ce disque, qui a notamment influencé le morceau 8 miles high.

## Titres
| No | Titre        | Musique                                 | Durée |
| -- | ------------ | --------------------------------------- | ----- |
| 1. | Africa       | John Coltrane                           | 16:26 |
| 2. | Greensleeves | Traditionnel, arrangé par John Coltrane | 9:57  |
| 3. | Blues Minor  | John Coltrane                           | 7:20  |

## Quartet
- John Coltrane : saxophone ténor, saxophone soprano
- McCoy Tyner : piano
- Reggie Workman : contrebasse
- Elvin Jones : batterie